# Valéria Péris
Valéria Melo Péris (Conchal) é uma ex-modelo e miss famosa. É a oitava, e até então, última paulista a obter o título de Miss Brasil em 1994. Também foi eleita Nuestra Belleza Internacional em concurso realizado em Miami, nos Estados Unidos.

## História
Descendente de espanhóis, Valéria é filha do casal Maria Dulce Melo e José Antônio Peris, tem um irmão e uma irmã, chamada Vânia.

## Concursos

### Miss Campinas
Com a retomada do concurso municipal, Valéria foi convidada a participar da disputa do título de "Miss Campinas", no interior de São Paulo. A modelo chegou a recusar participação, mas acabaria eleita no dia 26 de Fevereiro. Sua eleição atraiu as atenções da mídia local, entre jornais, emissoras de rádio e televisão que a queriam entrevistar. Em entrevista ao site Misses do Brasil, Valéria lembrou que colunistas da região chegavam a dizer: "Ela tem pernas de Cyd Charisse!".

### Miss São Paulo e Miss Brasil
No dia 23 de Março, Valéria foi eleita Miss São Paulo em concurso realizado na cidade de São Roque. Depois, no dia 12 de Abril, foi eleita Miss Brasil 1994 no Rio de Janeiro. Nessa época, o concurso já era dirigido por Paulo Max (ex-apresentador do concurso na TV Tupi).

### Miss Universo
No dia 18 de abril, Valéria embarcou para Manila, nas Filipinas, cidade que serviria de sede do Miss Universo 1994. O concurso ocorreu no dia 21 de Maio no Philippines International Convention Center e foi vencido pela indiana Sushmita Sen. A representante brasileira não ficou entre as dez semifinalistas. Com os pontos obtidos na preliminar de entrevista, biquini e gala, a brasileira terminou o concurso na 19ª posição.

## Atualmente
Após o concurso e muitos trabalhos, inclusive no exterior como novelas na rede na rede mexicana Televisa e trabalhos avulsos como modelo na Univision, Valéria retomou os estudos e se formou em Farmácia. Anos depois mudou novamente de ramo, mas sem deixar de acompanhar o mundo das misses. Em 20 de Agosto de 2009 se casou com o empresário Otair Guimarães no Jockey Clube de Campinas, cerimônia esta que mobilizou personalidades do interior paulista. Dezesseis anos após seu ano mágico, ela se mostra ainda muito interessada pelo concurso, inclusive já foi jurada em algumas disputas regionais e em 2014 coordenou a disputa de "Miss Campinas".